# Kaltohmfeld
Kaltohmfeld is een deel van de stad en gemeente Leinefelde-Worbis in het district Eichsfeld in het noorden van de Duitse deelstaat Thüringen. Kaltohmfeld telt 160 inwoners.
Kaltohmfeld is een van oorsprong Hoogduits sprekende plaats, en ligt aan de Uerdinger Linie.
Kaltohmfeld hoorde bij de stad Worbis van 1994 tot 2004, toen deze stad in de stad Leinefelde-Worbis werd geïntegreerd.
Beuren · Birkungen · Breitenbach · Breitenholz · Hundeshagen · Kallmerode · Kaltohmfeld · Kirchohmfeld · Leinefelde · Wintzingerode · Worbis